# Chosen Realm
Chosen Realm is de 63e aflevering van de serie Star Trek: Enterprise van 97 afleveringen in totaal.
Seizoen drie van deze serie heeft één grote verhaallijn, die het gehele seizoen voortduurt (zie seizoen drie), met meerdere plots. Deze aflevering is dus slechts één onderdeel van dit verhaal.

## Verloop van de aflevering
De USS Enterprise NX-01 onderzoekt een van de immense bollen die in een gedeelte van het heelal graviteitsveranderingen veroorzaken. Even later stuiten ze op een schip dat in de problemen is geraakt door diezelfde zwaartekrachtgolven. De personen worden aan boord van de Enterprise gehaald en verzorgd. Het blijkt dat deze aliens van een planeet komen die Triannon heet en zwaar religieus zijn. Nog interessanter is dat zij geloven dat de grote metalen bouwwerken door goddelijke wezens zijn gebouwd en dat zij het universum opnieuw schapen tot een paradijs voor hen die de Bouwers geloven en volgen. Wat echter zorgelijk is, is dat deze pelgrims ervan overtuigd zijn dat het wetenschappelijk onderzoek van de Enterprise naar de bollen onheilig is.
Als kapitein Jonathan Archer in zijn werkkamer zit, komt de leider van de groep, D'Jamat, hem bezoeken. Het blijkt dat zijn mensen bewapend zijn met een organisch explosief. Om dit te bewijzen laat hij een van de mannen zichzelf opblazen, waardoor ook een bemanningslid van de Enterprise wordt gedood.  Noodgedwongen staat Archer de controle over zijn schip af aan D'Jamat en consorten. De toedracht van deze kaping is om de Enterprise in te zetten in een oorlog die op Triannon gaande is. Daar vechten twee facties tegen elkaar omdat de ene groep gelooft dat de Bouwers de bollen in negen dagen hebben gebouwd, en de "ketters" geloven dat dit tien dagen duurde. Verder eist D'Jamat dat de kapitein iemand van de bemanning aandraagt ter executie, ter compensatie van de "ontheiliging" van een van de bollen. De kapitein kiest zichzelf.
Wat D'Jamat echter niet weet, is dat door de transporter te gebruiken, hij Archer niet doodmaakt, maar slechts vervoerd. Hij wordt door T'Pol verplaatst naar een andere sectie van het schip, waarvandaan hij een plan maakt om de macht over het schip weer terug te winnen. Uiteindelijk lukt dit, maar niet voordat de pelgrims onderweg naar hun planeet al een ruimteschip van de ketters hebben vernietigd. Eenmaal aangekomen op Triannon laat Archer aan D'Jamat zien wat de gevolgen van hun oorlog zijn geweest; de oorlog heeft zoveel vernietiging aangericht dat er geen grote steden meer bestaan op de planeet.
De Enterprise kan weer verder met haar missie, maar ze zijn behalve een bemanningslid ook waardevolle wetenschappelijke informatie kwijtgeraakt, die D'Jamat had verwijderd wegens ontheiliging.

## Acteurs

### Hoofdrollen
- Scott Bakula als kapitein Jonathan Archer
- (John Billingsley als dokter Phlox)
- Jolene Blalock als overste T'Pol
- Dominic Keating als luitenant Malcolm Reed
- (Anthony Montgomery als vaandrig Travis Mayweather)
- (Linda Park als vaandrig Hoshi Sato)
- Connor Trinneer als overste Charles "Trip" Tucker III

### Gastrollen
- Conor O'Farrell als D'Jamat
- Vince Grant als Yarrick
- Lindsey Stoddart als Indava
- Tayler Sheridan als Jareb
- David Youse als Nalbis
- Gregory Wagrowski als Ceris

### Bijrollen

#### Bijrol met vermelding in de aftiteling
- Matt Huhn als een Triannaan
- Kim Fitzgerald als bemanningslid van de Enterprise

#### Bijrol zonder vermelding in de aftiteling
- Ron Balicki als een Triannaan
- Jorge Benevides als R. Azar
- Jackson Bolt als een Triannaan
- Autumn Brown als bemanningslid van de Enterprise
- Jason Collins als R. Ryan
- Mark Correy als Alex
- Hilde Garcia als Rossi
- Ricky Lomax als W. Woods
- Aouri Makhlouf als bemanningslid van de Enterprise
- Dorenda Moore als S. Money
- Lidia Sabljic als bemanningslid van de Enterprise
- Paul Sklar als R. Richards
- Chris Torres als B. Moreno
- een Beagle als Porthos

## Links en referenties
- Chosen Realm op Memory Alpha
- (en)   Chosen Realm in de Internet Movie Database